# Girikencana
Girikencana is een bestuurslaag in het regentschap Tasikmalaya van de provincie West-Java, Indonesië. Girikencana telt 3311 inwoners (volkstelling 2010).